# مسجد غوريبالايام
مسجد غوريبالايام هو أكبر مسجد في غوريبالايام (جزء من مدينة مادوراي) , يحتوي المسجد على قبرين من قبور سلاطين دلهي وهما حضرة السلطان علاء الدين سيد الخاجة بدوشا الرازي وحضرة خاجة بطارية سيد شمس الدين من سلاطين مادوراي , وهناك قبر اخر غير مرئي وهوقبر حضرة خاجة سيد سلطان حبيب الدين الرازي المعروف باسم السلطان غيبي, وللمسجد قبه يبلغ قطرها 70 قدم (21 متر) وطولها 20 قدما (6.1 متر) مصنوعه من كتلة واحدة من الحجر الذي تم جلبه من تلال أزهاجا , ويقال أنها بنيت من قبل ثيرومالي ناياك راعي من رعايا المسلمين .

## الاسم
اسم غوريبالايام أتى من كلمه فارسية تعني قبر , المسجد يسمى غوريبالايام لأن قبور اثنين من مشاهير الإسلام وحكام مادوراي حضرة السلطان علاء الدين سيد الخاجة بدوشا الرازي وحضرة خاجة بطارية سيد شمس الدين توجد في الميجد , ويمكن رؤية القبور الخضراء من إي مكان من جسر المدينة الذي تقع في الضفاف الشمالية لنهر فايغاي , الناس من جميع أنحاء ولاية تاميل نادو يأتون إلى المسجد للزيارة والصلاة .

## التاريخ
كان الحكامين الشقيقين الذين حكموا الجزء الشمالي من مادوراي قد خكموا المدينة بعد قدومهم من عمان القرن الثالث عشر الميلادي  لنشر الإسلام , وكان حضرة القاضي سيد تاج الدين رضي الله  مؤسس مسجد كاظمار الكبير والذي كان يعيش في شارع كاظمار مقر حكومة كازي (المستشارية القانونية الإسلامية وهيئة المحلفين) في السلاطنة , وظل المتحدرين من نسل حضرة قاضي سيد تاج الدين يعيشون في شارع كاظمار ويجري في وقتها بناء مسجد كاظمار الكبير , من زمن السلاطين إلى زمن مدينة مادوراي ظل أحفاد القاضي سيد تاج الدين يحكمون بانديا وناياك ونواب الحكام البريطانيين .

## الاحتفال
يقام مهرجان أوروس السنوي في ليلة الخامس عشر من الشهر الإسلامي ربيع الأول في كل سنة هجرية .